# الشيخ غالب
غالب محمد أسد والمعروف اختصارًا باسم الشيخ غالب ( وُلِدَ عام 1757 في مدينة اسطنبول في تركيا) هو شاعر عثماني تركي صوفي 

## حياته
وُلِدَ عام 1757 في مدينة اسطنبول في تركيا وفي 9 حزيران عام 1791 تم تعينه شيخًا لقاعة غلطة للطريقة المولوية الصوفية ولقد توفي عام 1798 في قبرٍ في الفناء

## النمط الأدبي
كتب جميع قصائده الصوفية بالنمط الأدبي الصوفي تحب اسم مستعار وهو «الأسد» عام 1780
لقد كان رائدًا فريدًا في نمطه وأسلوبه الصوفي في الأدب التركي ولقد كان له دور مهم في تطوير الأدب العثماني التركي ذو الطابع الصوفي 

## روابط خارجية
- الشيخ غالب على موقع الموسوعة البريطانية (الإنجليزية)